# Pasión de talibanes
Pasión de talibanes es el tercer álbum del grupo de rap valenciano Los Chikos del Maíz. Es su primer álbum con el sello BoaCor. Alcanzó el puesto 48 en la lista Promusicae de los discos más vendidos en España y se mantuvo en dicha lista durante cinco semanas. El 28 de junio de 2012 fue galardonado con el premio al mejor álbum de hip hop y músicas urbanas en los premios UFI que otorga la industria independiente.
En el año 2012, tras la publicación del álbum sacaron una ampliación de contenido que consta de un DVD con un documental, un libro de poemas y 3 nuevas canciones.

## Lista de canciones
CD:
1. "Intro" (2:51)
2. "El de en medio de los Run DMC (se me ha aparecido en sueños)" (4:36)
3. "Pasión de talibanes" (5:17)
4. "Gente V.I.P." (4:51)
5. "Busco algún lugar (con Jerry Coke)" (5:49)
6. "Maniquís & plástico" (4:43)
7. "Tesis de abril" (4:32)
8. "La mazorka mecánica" (4:23)
9. "Confesiones" (4:48)
10. "Los hijos de Ivan Drago (con Pablo Hasél)" (6:34)
11. "Retales en mi cuaderno" (4:47)
12. "Fear of a Mazorka Planet" (4:21)
13. "C.O.P.$. (con Arma X)" (5:36)
14. "Actor secundario" (4:12)
15. "Abierto hasta el amanecer" (6:08)
16. "(Pista oculta)" (5:13)

DVD:
1. "Cultura y compromiso" (4:08)
2. "T.E.R.R.O.R.I.S.M.O. (Con Habeas Corpus)" (3:54)
3. "El secreto del acero" (3:53)

- Datos: Q6065759